# Stefan Remenkow

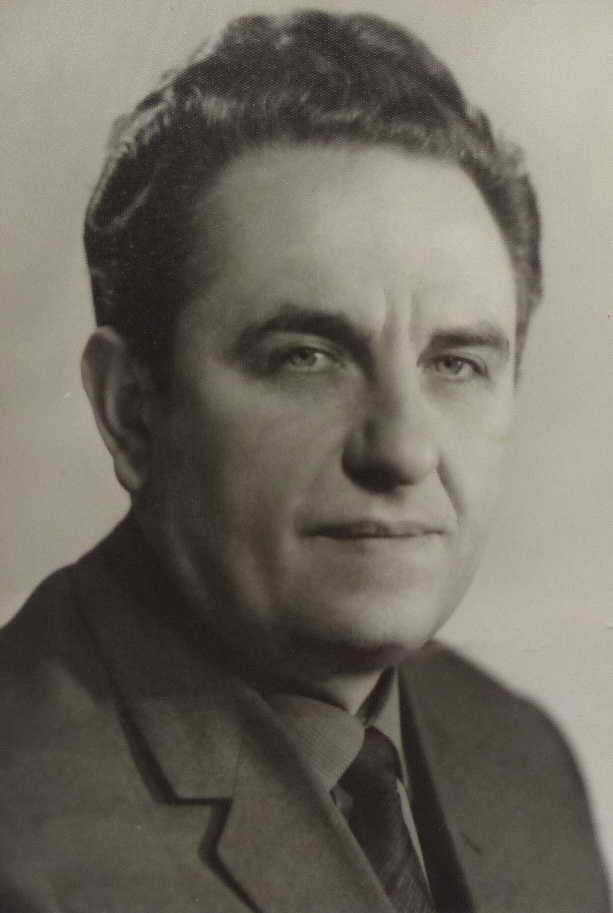
Stefan Remenkow (um 1970)

Stefan Nikolow Remenkow (bulgarisch Стефан Николов Ременков; * 30. April 1923 in Silistra; † 30. Oktober 1988 in Sofia) war ein bulgarischer Komponist und Pianist.

## Leben
Remenkow stammte aus einer Lehrerfamilie. Sein Vater Nikolaj Remenkow unterrichtete Geschichte und Philosophie und war Schuldirektor. Die Mutter Angelina war Chemielehrerin. Als Kind bekam er Klavierunterricht und begann schon im Schulalter zu komponieren. Das Abitur legte er ab in Konstanza, Rumänien, wo die Familie zu dieser Zeit lebte. Im Zweiten Weltkrieg diente er an der Front als Soldat in der bulgarischen Armee. Nach Kriegsende studierte er Musik und absolvierte 1950 das Bulgarische Staatskonservatorium in den Fächern Komposition bei Pantscho Wladigerow und Wesselin Stojanow sowie Klavier bei Dimitar Nenow. Von 1950 bis 1955 unterrichtete er Formenlehre am Bulgarischen Staatskonservatorium als Assistent von Prof. Wesselin Stojanow, spezialisierte sich dann ein Jahr lang am Moskauer Konservatorium bei Aram Chatschaturjan.
Danach lebte und arbeitete Remenkow in Sofia als freischaffender Komponist und schrieb über 86 Werke. Einige davon erhielten Auszeichnungen, z. B. „Präludium und Tanz“ (1957). Die meisten seiner Werke wurden veröffentlicht und von vielen der führenden bulgarischen Musikern und Orchestern gespielt. Balkanton gab im Laufe der Zeit drei Langspielplatten mit Musik von Stefan Remenkow heraus, die letzte im Jahr 1980. Mehr Aufnahmen hat der Bulgarische Nationale Hörfunk, der sie sendet. Unter seinen Werken sind eine Oper, eine Operette, ein Musical, ein Ballett; viele Instrumentalwerke – Symphonien, Konzerte für Klavier und Orchester, für Violoncello und Orchester, für Violine und Orchester, Konzert-Rhapsodie, Sonate für Violine und Klavier, Klaviersonaten, Präludien, Suiten, ein Divertimento, ein Klavierquintett, ein Streichquintett, Streichquartette, Trios für Blasinstrumente, Filmmusik; sowie Solo-, Chor- und Kinderlieder.
Charakteristisch für seine ausgeprägt melodische Musik seien „rhythmischer Einfallsreichtum, emotionale Unmittelbarkeit und klarer formaler Aufbau. Seine Orchesterwerke zeichnen sich durch dynamische Vitalität und vielschichtigen Kombinationen von Volksrhythmen aus“.

## Werke
Bühnenwerke
- Oper „Ганем“ (Ganem), 1967
- Operette „Грешките са наши“ (Greschkite sa naschi – Die Fehler sind unser), Libretto von Radoj Ralin, 1966
- Musical "Принцът и просякът" (Der Prinz und der Bettelknabe), Libretto nach dem Roman von Mark Twain, 1973
- Ballett „Непокорените“ (Nepokorenite – Die Ungezähmten), 1971

Instrumentalwerke
- Symphonie im klassischen Stil, 1960
- Sinfoniette, 1960
- Kindersymphonie (Детска симфония), 1961
- Symphonisches Gedicht Phaeton (Симфонична поема Фаетон), 1966
- Symphonie Nr. 4, 1968
- Symphonie Nr. 5, 1971
- Divertimento, 1962
- Suiten (1952, 1970)
- Suite "Aus fernen Ländern" (От далечни страни), 1958
- Suite für Flöte und Klavier, 1976
- Konzert für Klavier und Orchester Nr. 1, 1953
- Konzert für Klavier Nr. 2, 1969
- Concertino für Klavier und Kammerorchester, 1980
- Konzert für Violoncello und Orchester, 1964
- Konzert für Violine und Orchester, 1980
- Konzert-Rhapsodie für Klavier und Orchester, 1981
- Rhapsodie für Klarinette, 1975
- Zehn Präludien für Klavier, 1956
- Präludium und Tanz, 1957
- Drei Stücke für Klavier – Panorama (Панорама), Schmetterling (Пеперуда), Der Heuwagen (Колата със сено), 1966
- Klavierquintett
- Streichquintett
- Streichquartette (1959, 1960)
- Trio für Flöte, Oboe und Fagotte, Op. 54
- Sonate für Violine und Klavier, 1955
- Sonate für Violine und Klavier, 1972
- Sonatine für Klavier Nr. 4, 1984
- Sonate für Flöte, Oboe und Klavier, 1979
- Aquarell und Humoresque für Violine (oder Viola) und Klavier, 1950
- sechs Klaviersonaten (1944, 1948, 1949, 1958, 1959–1962, 1980)

Filmmusik
- Spielfilm "Dimitrowgradzi" – Димитровградци (1956)
- Dokumentarfilm N.J. Wapzarow – "Н.Й. Вапцаров" (1954)
- Dokumentarfilm Ropotamo – "Ропотамо" (1958)

Lieder
- Hyperion für Chor und Orchester, nach dem Gedicht von Mihai Eminescu
- Sololieder
- Chorlieder
- Kinderlieder (1968)

## Auszeichnungen
- Orden Kiril i Metodij (Орден Кирил и Методий, 2-ра степен)